# Hoplia montana
Hoplia montana är en skalbaggsart som beskrevs av Moser 1921. Hoplia montana ingår i släktet Hoplia och familjen Melolonthidae. Inga underarter finns listade i Catalogue of Life.